# Río Lagunilla
 (octobre 2013).
Le río Lagunilla est une rivière de Colombie et un affluent du Río Magdalena.

## Géographie
Le río Lagunilla prend sa source sur les flancs du Nevado del Ruiz, dans la cordillère Centrale, dans le département de Tolima. Il coule ensuite vers l'est et rejoint le río Magdalena.